# Messer (arma)

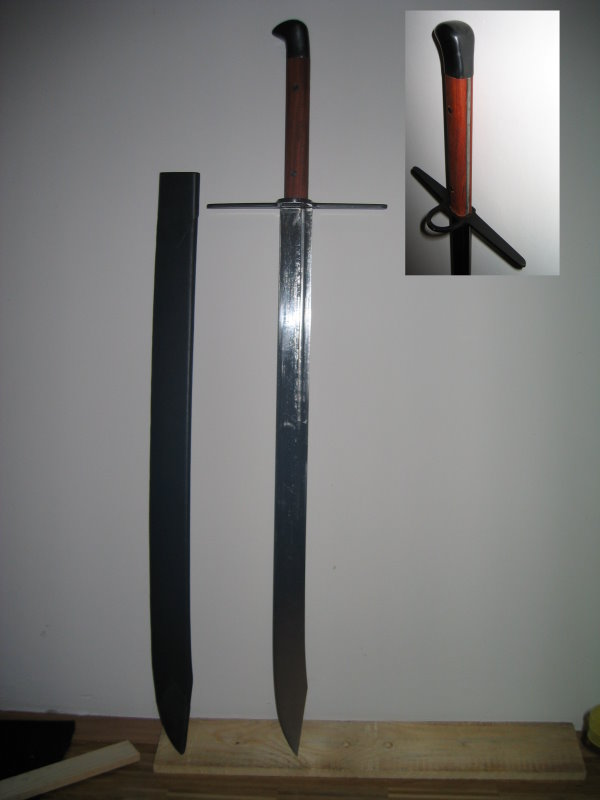
Grosse Messer, alfange alemão de duas mãos

A messer ("faca" em alemão) é uma arma branca corto-perfurante, de um só gume, que se insere na categoria dos alfanges, isto é, pelas suas características, encontra-se a meio termo entre a espada europeia e os sabres do Próximo Oriente. Pertence ao período compreendido entre o século XIV e o século XVI.
Era de tal ordem comum que chegou a fazer parte obrigatória dos manuais de esgrima da altura, dos quais se destaca o manual do final do séc. XV escrito por Johannes Lecküchner, clérigo de Nuremberga.  O "Fechtbuch", que foi um manual de esgrima suíço do século XVI, da autoria de Heinrich Wittenwiler, por seu turno, tomava a messer como a arma-paradigma, cujas técnicas e manobras serviam de base para a aprendizagem no manejo de outras armas, como a espada suíça.

## Feitios
Concretamente, a messer tem uma empunhadura de estilo de faca, tradicionalmente guarnecida de um guarda-mão em cruz. Enquanto alfange, as messeres até se aproximavam mais dos sabres do que das espadas, ostentando uma lâmina mais afilada e com alguma curvatura. A messer clássica podia chegar a medir cerca de 75 centímetros, dos quais a lâmina perfazia cerca de 60, pesando sensivelmente um quilo.
Com o passar dos tempos, as messeres foram-se particularizando e cindiram-se em dois tipos distintos: as Kriegsmessers (que significa “faca de guerra” em alemão) e as as Lange Messers (lit. "facas longas" em alemão).

### Kriegsmessers
Eram alfanges de guerra, de uma ou duas mãos, tipicamente asidos por militares. Destacam-se pela lâmina curva, que podia medir até um metro e meio de comprimento. Foram especialmente populares às mãos dos lansquenetes, mercenários alistados pelas legiões alemãs do Sacro Império Romano-Germânico, entre os séculos XIV e XVII. 
Ao contrário das lange messers que podiam ter uma lâmina recta, as kriegmessers tinham uma curvatura mais pronunciada e terão sido influenciadas pelos alfanges curvados da europa de leste, os quais, por seu turno, há séculos que sofreriam influências mais pronunciadas dos sabres turcos. 

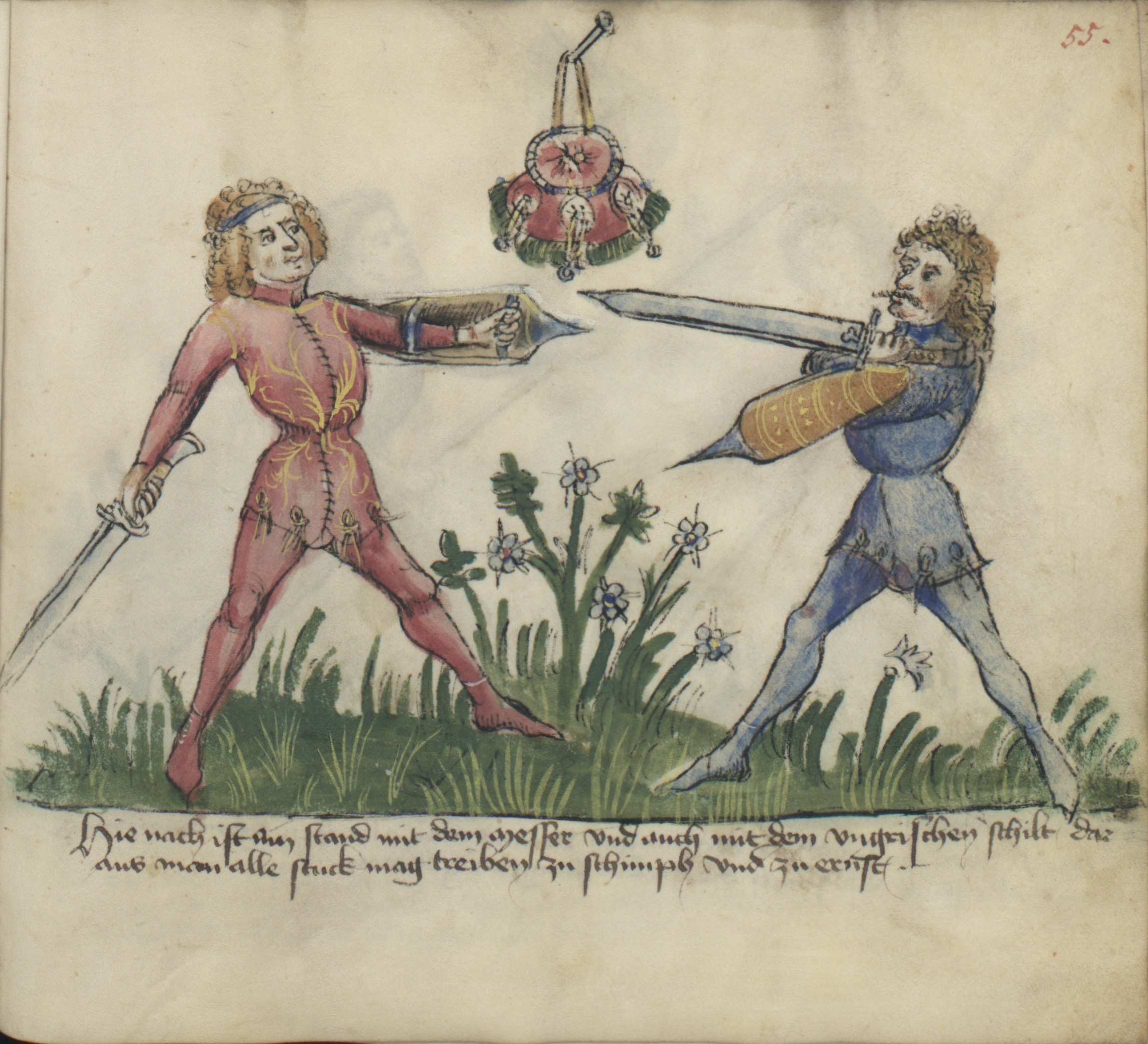
Duelo com Messer e "escudo húngaro" (da "Gladiatoria Fechtbuch" pág. 55, meados do século XV)

### Lange Messers
Também chamadas Großes Messer ("Facão"), eram alfanges de duas mãos, que mediam entre 1,07 a 1,2 metros de comprido, dos quais as lâminas compunham entre 80 a 90 centímetros de comprimento e 40 mm de largura, chegando a pesar entre 1,3 a 1,8 quilos. Eram tradicionalmente empunhadas por burgueses ou cavaleiros-vilões para efeitos de autodefesa. 
A origem desta variante das messeres é desconhecida. Há algumas teorias, porém, que tentam dar-lhe etiologia. 
Uma dessas teoria aventa que possam ter evoluido das Bauernwehr ("arma vilã" em alemão), um facão de cerca de 80 centímetros, usado entre o século XIV e XV pelos plebeus alemães, o qual, por seu turno, será uma evolução da scramasax, um tipo de sax de pequenas dimensões, portado pelos povos germânicos desde o século VIII até ao século XIII. 
No sobrado desta teoria está o arrazoado de que a lange messer seria uma tentativa plebeia de tornear as leis da época que interditavam os plebeus de portarem armas de guerra, reservadas por apanágio à nobreza. 
A manigância à lei passava por fazer uma arma ensiforme, cujo cabo, lâmina e empunhadura não fossem todos a mesma peça contínua, como acontece nas espadas, em que a empunhadura liga com a lâmina e remata no pomo, numa peça inteiriça. Assim, a lange messer  tinha um cabo normalmente constituído por duas peças de madeira, que eram tachadas ou rebicadas à extensão da lâmina, para fazer a empunhadura.
Desta maneira, a nobreza mantinha o apanágio do porte de espadas e a plebe podia valer-se de uma arma que fazia as vezes de espada, para o que fosse necessário. No entanto, esta teoria, embora largamente divulgada, é duvidosa. Isto porque, embora houvesse cidades que efectivamente proibissem explicitamente o porte de espadas a plebeus, havia também muitas outras cidades cujas redacções da lei iam mais além da mera proibição do porte de espadas, alargando-o ao porte de todo e qualquer implemento bélico (armas de guerra).
Outra tese mais moderna aventa que a origem possa radicar de uma questão do foro jurídico-comercial entre os mesteirais (ou guildas) de artífices da época. Em rigor, os artesãos de facas pertenciam a guildas diferentes dos ferreiros e alfagemes, que tinham o apanágio de poder fabricar e vender espadas. Existiriam portanto, à época, códices ou regras de fabrico que delimitariam as diferenças entre uma espada e um facão, tal como hoje-em-dia existem regras símiles no direito de patentes e nas regras de fabrico. A lange messer teria, então, sido uma manobra de artesãos de facas, para ludibriar essas regras e poderem introduzir-se no mercado, por sinal mais lucrativo, da venda de armamento.